# جانيت ديتريش
جانيت ديتريش (بالإنجليزية: Janet Dietrich)‏ هي طيارة أمريكية، ولدت في 1926، وتوفيت في 5 يونيو 2008.